# Johan Rasmussen
Johan Ivar Rasmussen (* 18. Juli 1970 in Borås) ist ein ehemaliger schwedischer Skispringer.

## Werdegang
Rasmussen gab am 7. März 1990 in seiner Heimatstadt Örnsköldsvik sein Debüt im Skisprung-Weltcup. Im Springen von der Normalschanze erreichte er den 71. Platz. Ein Jahr später startete er bei der Nordischen Skiweltmeisterschaft 1991 im Val di Fiemme. Von der Großschanze sprang er dabei auf den 61. Platz. Ab der Saison 1991/92 startete Rasmussen parallel im Weltcup und im Continental Cup. Im Weltcup blieb er in den ersten beiden Saisons punkt- und erfolglos. Bei der Nordischen Skiweltmeisterschaft 1993 in Falun sprang er von der Normalschanze auf den 31. und von der Großschanze auf den 34. Platz. Am 14. Dezember 1993 gelang ihm mit einem 12. Platz in Predazzo erstmals der Gewinn von Weltcup-Punkten. Zudem erreichte er mit diesem Platz die höchste Einzelplatzierung seiner Karriere im Weltcup. Bei den Olympischen Winterspielen 1994 in Lillehammer sprang Rasmussen von der Großschanze auf den 41. Platz. Im Teamspringen erreichte er gemeinsam mit Mikael Martinsson, Staffan Tällberg und Fredrik Johansson den 10. Platz. In den folgenden Jahren blieb er im Weltcup sowie bei den Nordischen und den Skiflug-Weltmeisterschaften erfolglos und beendete daraufhin 1996 seine aktive Skisprungkarriere.